# Bona de Bourbon
Bona de Bourbon, conhecida como A Grande Senhora (Madame La Grande) (em francês:  Bonne; c. 1340/41 ou 1342 – Castelo de Mâcon, 19 de janeiro de 1402) foi condessa de Saboia pelo seu casamento com Amadeu VI de Saboia. Ela serviu como regente  de 1366 a 1367 durante a ausência do marido, e novamente em 1383 ao lado do filho, Amadeu VII, após a morte de Amadeu VI. Também foi regente em nome do neto, Amadeu VIII, de 1391 a 1395.

## Família
Bona foi a terceira filha e quarta criança nascida do duque Pedro I de Bourbon e de Isabel de Valois.
Os seus avós paternos eram Luís I de Bourbon (neto do rei Luís IX de França) e Maria de Avesnes. Os seus avós maternos eram Carlos de Valois e Matilde de Châtillon, sua segunda esposa. Carlos era filho de Filipe III de França, que era filho de Luís IX.
Ela teve três irmãos mais velhos: Luís II de Bourbon, marido de Ana de Forez, Joana, rainha consorte de Carlos V de França, e Branca, primeira esposa de Pedro I de Castela, que pode ter assassinado Branca. Além destes, também teve quatro irmãs mais novas: Catarina, esposa do conde João VI de Harcourt, Margarida, esposa do senhor Arnaldo Amanieu d'Albret, Isabel, e Maria, abadessa no Priorado de São Luís de Poissy.

## Biografia

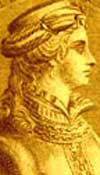
Imagem de Bona.

Bona ficou noiva do conde Amadeu VI de Saboia, filho de Aimão de Saboia e de Iolanda Paleóloga de Monferrato, como parte do Tratado de Paris, assinado em 1355, entre o conde de Saboia e o então delfim de França, o futuro rei Carlos V, que era casado com Joana, irmã de Bona. Antes disso, Amadeu já tinha sido noivo de Margarida da Boêmia, filha de Carlos IV do Sacro Império Romano-Germânico, e por fim foi noivo de Joana, filha de Filipe I, Duque da Borgonha. Seu último noivado com Joana se tornou um problema para o Reino da França, pois o rei não queria que Borgonha fosse influenciada por Saboia, o que resultou no Tratado de Paris que uniu Bona e Amadeu em matrimônio.

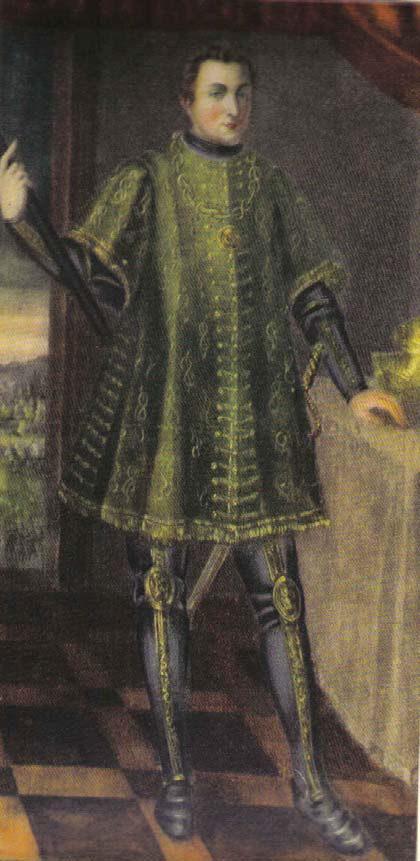
Pintura não contemporânea do século XVI de Amadeu VI por artista desconhecido.

O contrato foi assinado no Hôtel Saint-Pol, em agosto de 1355, em Paris, onde aconteceu o casamento por procuração, no qual o cavaleiro Guillaume de La Baume fez o papel do noivo em nome de Amadeu. Após o casamento, Bona seguiu para Saboia, numa viagem a cavalo que durou 12 dias. O conde, aliado do rei João II, então, deixa o seu exército, para esperar por Bona na cidade de Pont-de-Veyle. Os dois se casam pessoalmente em setembro, na cidade de Chambéry, em Saboia, quando a noiva tinha entre 13 a 15 anos, e o noivo tinha 21. O dote incluía o valor de três mil florins por ano. O casal se dirige para o Castelo de Bourget, onde o conde dá grandes festas.
Imediatamente após o casamento, contudo, o conde se viu obrigado a voltar para o seu exército, ainda envolvido na Guerra dos Cem Anos, entre França e Inglaterra.
Em 1363, o rei João II confirmou pagamentos relacionados ao dote de Bona.
Segundo um autor antigo, a condessa de Saboia era "um ornamento de seu século, e sua bondade a fazia ser admirada em todas as ocasiões."

### Primeira regência
Em 1366, quando Amadeu partiu para participar duma cruzada na Bulgária, ele nomeou Bona como regente em seu lugar, e que ela deveria ser aconselhada pelo seu conselho. Em 1367, o senhor Jaime de Piemonte, primo do conde de Saboia, faleceu. Assim, houve uma disputa pela sua herança entre seu filho mais velho, Filipe II de Piemonte, e sua viúva, Margarida de Beaujeu, que representava os interesses de seus filhos, Amadeu e Luís, os meio-irmãos de Filipe II. A condessa Bona, agindo como regente, apenas conseguiu evitar uma guerra aberta entre os familiares. Ela não foi capaz de resolver a disputa, e Filipe teve de ir encontrar-se com Amadeu VI em Veneza, para tentar achar uma solução.
A condessa adorava os lagos das montanhas dos Alpes de Saboia, e tentava garantir que os castelos em que se hospedava tinham uma boa vista para as paisagens. Em 1371, Bona supervisionou a construção do Castelo de Ripaille, em Thonon-les-Bains, pois procurava construir uma mansão que acomodasse facilmente a corte maior do conde de Saboia. O novo castelo possuía grandes janelas com vista para o Lago Léman.
A condessa também era uma grande mecenas da música, e era conhecida por tocar a harpa com habilidade.
Em julho de 1382, Bona estava ficando sem recursos para financiar as guerras contínuas do esposo na Itália, portanto, ela acabou vendendo algumas de suas joias que equivaliam a mais de 400 florins florentinos para ajudá-lo a se reequipar.

### Segunda regência

Pintura não contemporânea do século XVIII no Castelo Real de Racconigi de Amadeu VII por artista desconhecido.

Amadeu VI faleceu em 1 de março de 1383, em Castropignano, no Reino de Nápoles. No seu testamento, ele deixou a administração do país para a esposa, apesar do filho mais velho do casal, Amadeu VII, ter mais de 20 anos na época. Com o apoio do conselho, liderado por Luís de Cossonay e composto por vários dos aliados da condessa, tais como Otão de Grandson, Bona governou Saboia no nome do filho. 
Segundo Max Bruchet, uma das coisas que o conselho temia na época era a influência crescente de príncipes franceses sobre Saboia. Um exemplo disso era que João, o duque de Berry, tinha casado sua filha, Bona, com Amadeu VII, e o seu neto e o de Bona, Amadeu VIII, um dia governaria o condado. O jovem Amadeu também estava noivo de Maria da Borgonha, filha do duque da Borgonha, Filipe II; tanto o duque de Berry quanto o duque da Borgonha eram filhos de João II de França, e irmãos mais novos de Carlos V. Os duques também agiam como regentes do sobrinho, Carlos VI.

### Terceira regência
Após a morte do filho em 1391, Bona se tornou a regente mais uma vez em nome do neto, até 1393. No entanto, sua influência chegou ao fim quando o médico de Amadeu VII – que pode ter sido responsável pela sua morte – que foi recomendado por Bona, acusou a condessa de encomendar a morte do filho, em 1395. Os duques da Borgonha e Berry também acusaram vários membros do conselho de terem sido cúmplices do assassinato. Portanto, Bona foi então dispensada da regência e dos cuidados do neto, Amadeu VIII. Contudo, o provável é que os nobres desejavam remover do poder a regente e seu aliado, Otão de Grandson.
A condessa viúva faleceu em 19 de janeiro de 1402, no Castelo de Mâcon, e foi enterrada no Convento dos Cordeliers de Champaigue, em Souvigny.

## Descendência
- Menina (n. e m. setembro de 1358);
- Amadeu VII de Saboia (24 de fevereiro de 1360 – 1 de novembro de 1391), sucessor do pai. Foi o primeiro marido de Bona de Berry com quem teve três filhos. Também teve dois filhos ilegítimos, Humberto e Joana;
- Luís de Saboia (1362 – 1365).